# Cordobilla de Lácara
Cordobilla de Lácara je španělské město situované v provincii Badajoz (autonomní společenství Extremadura).

## Poloha
Obec je vzdálena 44 km od Méridy a 69 km od města Badajoz. Patří do okresu Tierra de Mérida - Vegas Bajas a soudního okresu Montijo.

## Historie
V roce 1834 se obec stává součástí soudního okresu Mérida. V roce 1842 čítala obec 99 usedlostí a 340 obyvatel.

## Odkazy

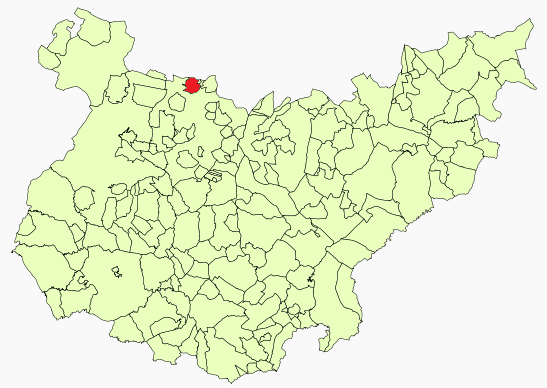
Poloha obce v provincii Badajoz

## Demografie
| Populace obce Cordobilla de Lácara z let (1842–2010) | Populace obce Cordobilla de Lácara z let (1842–2010) | Populace obce Cordobilla de Lácara z let (1842–2010) | Populace obce Cordobilla de Lácara z let (1842–2010) | Populace obce Cordobilla de Lácara z let (1842–2010) | Populace obce Cordobilla de Lácara z let (1842–2010) | Populace obce Cordobilla de Lácara z let (1842–2010) | Populace obce Cordobilla de Lácara z let (1842–2010) | Populace obce Cordobilla de Lácara z let (1842–2010) | Populace obce Cordobilla de Lácara z let (1842–2010) | Populace obce Cordobilla de Lácara z let (1842–2010) | Populace obce Cordobilla de Lácara z let (1842–2010) | Populace obce Cordobilla de Lácara z let (1842–2010) | Populace obce Cordobilla de Lácara z let (1842–2010) | Populace obce Cordobilla de Lácara z let (1842–2010) | Populace obce Cordobilla de Lácara z let (1842–2010) | Populace obce Cordobilla de Lácara z let (1842–2010) | Populace obce Cordobilla de Lácara z let (1842–2010) |
| ---------------------------------------------------- | ---------------------------------------------------- | ---------------------------------------------------- | ---------------------------------------------------- | ---------------------------------------------------- | ---------------------------------------------------- | ---------------------------------------------------- | ---------------------------------------------------- | ---------------------------------------------------- | ---------------------------------------------------- | ---------------------------------------------------- | ---------------------------------------------------- | ---------------------------------------------------- | ---------------------------------------------------- | ---------------------------------------------------- | ---------------------------------------------------- | ---------------------------------------------------- | ---------------------------------------------------- |
| 1842                                                 | 1857                                                 | 1860                                                 | 1877                                                 | 1887                                                 | 1897                                                 | 1900                                                 | 1910                                                 | 1920                                                 | 1930                                                 | 1940                                                 | 1950                                                 | 1960                                                 | 1970                                                 | 1981                                                 | 1991                                                 | 2001                                                 | 2010                                                 |
| 340                                                  | 593                                                  | 649                                                  | 790                                                  | 815                                                  | 999                                                  | 1 049                                                | 1 213                                                | 1 341                                                | 1 762                                                | 1 808                                                | 2 123                                                | 2 167                                                | 1 383                                                | 1 045                                                | 975                                                  | 1 026                                                | 997                                                  |